# Heckenhof (Aufseß)
Heckenhof ist ein Gemeindeteil der Gemeinde Aufseß im Landkreis Bayreuth (Oberfranken, Bayern). Heckenhof liegt in der Gemarkung Aufseß.

## Geografie
Das Dorf Heckenhof befindet sich knapp eineinhalb Kilometer südsüdöstlich von Aufseß auf einer Höhe von 469 Metern.

## Geschichte
Das Gut Heckenhof war Reichsmannlehen der Herrn von Streitberg, ab 1691 der Schenken von Stauffenberg. Lehensnehmer waren die Herrn von Aufseß.
Durch die Verwaltungsreformen zu Beginn des 19. Jahrhunderts im Königreich Bayern wurde der Ort ein Teil der Ruralgemeinde Aufseß.

## Baudenkmäler

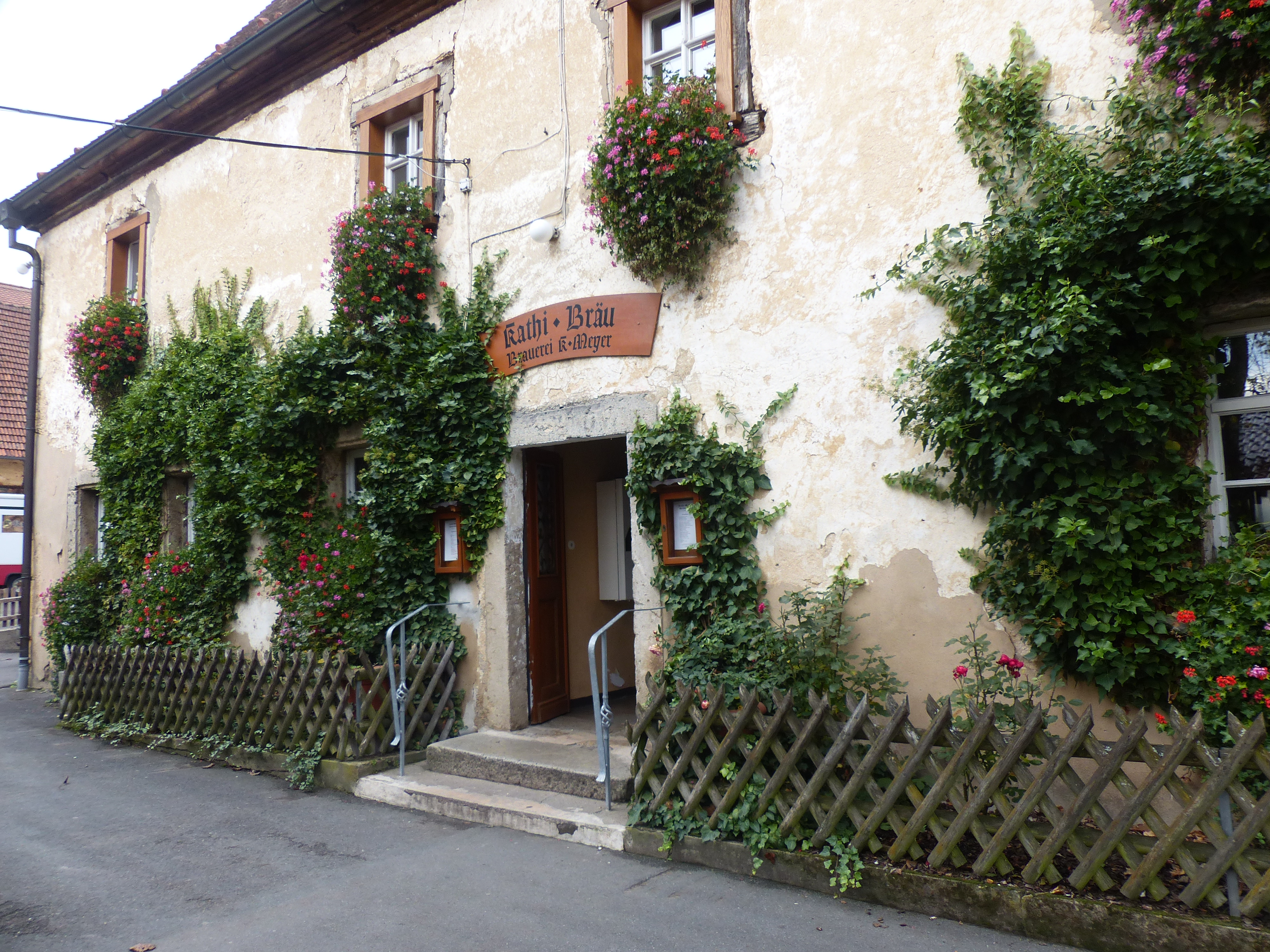
Das Gebäude des früheren Ritterguts Heckenhof, heute die Gaststätte Kathi-Bräu

Im südlichen Ortsbereich von Heckenhof liegt das Gebäude des ehemaligen Rittergutes Heckenhof, ein zweigeschossiger Satteldachbau mit Fachwerkgiebel, das im 18. Jahrhundert errichtet wurde. In der bayerischen Denkmalliste wird dieses Baudenkmal mit der Nummer D-4-72-115-6 gelistet. Heute ist das Gebäude ein Gasthaus, vor allem für Motorradfahrer ein beliebtes Ausflugsziel.

## Verkehr
Die Anbindung an das öffentliche Straßennetz wird durch mehrere Gemeindestraßen hergestellt, die in die etwa 200 Meter nordöstlich an Heckenhof vorbeiführende Staatsstraße 2188 einmünden.